# Pseudanophthalmus illinoisensis
Pseudanophthalmus illinoisensis är en skalbaggsart som beskrevs av Barr och Peck. Pseudanophthalmus illinoisensis ingår i släktet Pseudanophthalmus och familjen jordlöpare. Inga underarter finns listade i Catalogue of Life.